# ザイラー・ワシーム
ザイラー・ワシーム（Zaira Wasim、2000年10月23日 - ）は、インドのヒンディー語映画で活動していた女優。デビュー作『ダンガル きっと、つよくなる』で数多くの映画賞を受賞し、主演作『シークレット・スーパースター』の興行的成功により知名度を上げたが、2019年に女優業を引退した。

## 生い立ち
シュリーナガルのムスリム家庭出身で、父ザーヒドはエグゼクティブ・マネージャー、母ザルカは教師として働いていた。サンワール・バーグの聖パウル国際アカデミーを修了後、ジャンムー・ヘリテージ・スクールに進学した。

## キャリア

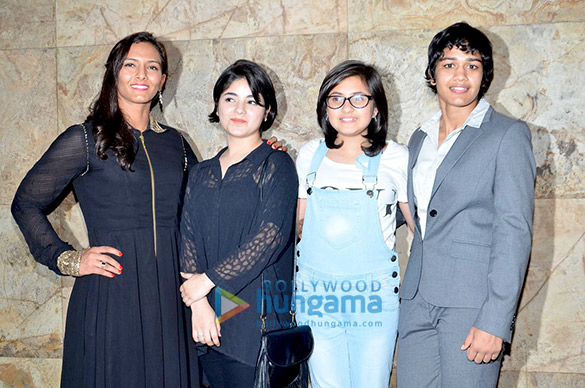
『ダンガル きっと、つよくなる』特別試写会に出席するフォーガット姉妹とスハーニー・バトナーガル、ザイラー・ワシーム（左から2人目）

ザイラーは聖パウル国際アカデミーの演劇で主役の堕胎女性を演じ、校長から演技力の高さを見出され、ムケーシュ・チャブラ事務所のエージェントが少女役の候補者を探して同校を訪れた際に彼女を推薦した。彼女はオーディションに参加したことをきっかけに2本のCM出演が決まった。
2016年にニテーシュ・ティワーリーの『ダンガル きっと、つよくなる』に出演し、娘をアマチュアレスリングの選手に育てようとするマハヴィル・シン・フォーガットの娘ギータ・フォーガットの幼少期を演じ、同作は2016年公開のボリウッド映画で最も興行的に成功した映画となった。彼女の演技は高い評価を得ており、国家映画賞 助演女優賞を受賞した。聖パウル国際アカデミーは同作の撮影期間中、彼女の通学を免除し、学業に支障が出ないように家庭教師を派遣して個別授業を行い彼女をサポートしていた。
2017年に『シークレット・スーパースター』で歌手になることを夢見る少女インシアを演じ、『ダンガル きっと、つよくなる』に続きアーミル・カーンと共演した。同作も興行的に成功し、2017年公開のボリウッド映画で最も興行的に成功した映画となり、フィルムフェア賞 審査員選出女優賞を受賞し、フィルムフェア賞 主演女優賞にノミネートされた。またインド大統領ラーム・ナート・コーヴィンドから国家児童賞 優秀業績賞を授与されている。
2019年6月に女優活動を引退することを発表した。引退の理由として、女優活動によって宗教的信仰心が阻害されていることを挙げている。同年10月公開の『The Sky Is Pink』が最後の出演作品となる。

## トラブル

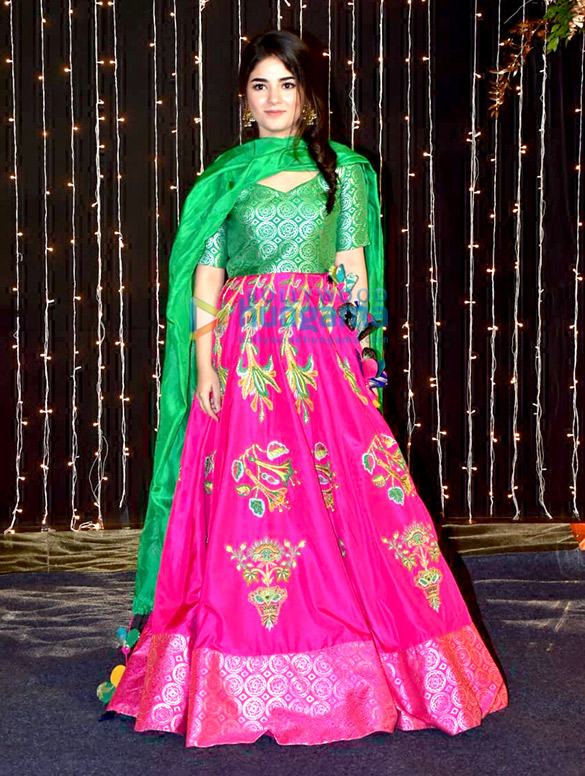
ニック・ジョナスとプリヤンカー・チョープラーの結婚披露宴に出席するザイラー・ワシーム

2016年、『ダンガル きっと、つよくなる』の宣伝写真が公開され、ザイラーが断髪した姿が掲載されたことで映画が「非イスラム的」であるとして急進的なイスラム派から批判を浴び、彼女の公式サイトが荒らされる被害が出た。2017年1月に報道記者がジャンムー・カシミール州首相メーフーブ・ムフティに問題となった写真を見せたことで騒ぎが大きくなり、さらにザイラーは「カシミールのロールモデル」と名乗っていたため過激派を刺激することになり、ISILから殺害予告を受けるなどの脅迫を受けた。彼女はFacebookとInstagramの公式ページに謝罪文を掲載した。謝罪文は短期間で削除したが、ニュースサイトに謝罪文が取り上げられたことで騒動が激化した。その後、ジャーヴェード・アクタルやオマル・アブドゥッラーなど複数の著名人がザイラーを擁護し、彼女への支持を表明した。
2017年12月、ザイラーはビスタラUK981便に搭乗中に後部座席の男性からセクハラ被害を受けたと主張した。彼女は証拠写真を撮ろうとしたものの、機内が薄暗かったため撮影に失敗したと語っている。これに対し、ビスタラは彼女に謝罪して調査を行うことを明言し、その結果セクハラを行った男が未成年者を性被害から保護する法律により逮捕・起訴された。男の妻は偶然彼の足が彼女に触れただけであり、ザイラーはムンバイ空港に到着した際に彼の謝罪を受け入れていたと反論した。ザイラーはその後インターネットトロール被害を受けており、これに対してムンバイ警察はTwitterアカウントで「性的被害を訴えることは憲法で認められた全ての被害者の権利であり、私たちはそれを調査して正義を実行する義務があります。性急な判断を下さず、性的被害者の権利を尊重してください」と訴え、さらに「被告人に対する訴訟は数々の証拠によって裏付けされており、彼は裁判所の管理下に置かれています」と述べている。2020年1月、男に対して懲役3年の有罪判決が下されている。

## フィルモグラフィー
- ダンガル きっと、つよくなる（2016年） - ギータ・フォーガット（英語版）
- シークレット・スーパースター（2017年） - インシア・マリク
- The Sky Is Pink（2019年） - アーイシャー・チョーダリー（英語版）

## 受賞歴
| 年                                                 | 部門                  | 作品                                                             | 結果       | 出典          |
| 栄典                                               | 栄典                  | 栄典                                                             | 栄典       | 栄典          |
| -------------------------------------------------- | --------------------- | ---------------------------------------------------------------- | ---------- | ------------- |
| 2017年                                             | 国家児童賞 優秀業績賞 | 『ダンガル きっと、つよくなる』 『シークレット・スーパースター』 | 受賞       | [ 20 ] [ 9 ]  |
| 国家映画賞                                         |                       |                                                                  |            |               |
| 2017年                                             | 助演女優賞            | 『ダンガル きっと、つよくなる』                                  | 受賞       | [ 21 ] [ 22 ] |
| フィルムフェア賞                                   |                       |                                                                  |            |               |
| 2018年                                             | 主演女優賞            | 『シークレット・スーパースター』                                 | ノミネート | [ 7 ]         |
| 2018年                                             | 審査員選出女優賞      | 『シークレット・スーパースター』                                 | 受賞       | [ 23 ]        |
| 2020年                                             | 助演女優賞            | 『The Sky Is Pink』                                              | ノミネート | [ 24 ]        |
| ジー・シネ・アワード                               |                       |                                                                  |            |               |
| 2017年                                             | 主演女優賞            | 『シークレット・スーパースター』                                 | ノミネート | [ 25 ]        |
| 2017年                                             | 審査員選出主演女優賞  | 『シークレット・スーパースター』                                 | ノミネート | [ 25 ]        |
| スター・スクリーン・アワード                       |                       |                                                                  |            |               |
| 2017年                                             | 新人女優賞            | 『ダンガル きっと、つよくなる』                                  | 受賞       | [ 26 ] [ 27 ] |
| 2017年                                             | 新人女優賞            | 『シークレット・スーパースター』                                 | 受賞       | [ 26 ] [ 27 ] |
| 2019年                                             | 助演女優賞            | 『The Sky Is Pink』                                              | ノミネート | [ 28 ]        |
| 国際インド映画アカデミー賞                         |                       |                                                                  |            |               |
| 2018年                                             | 主演女優賞            | 『シークレット・スーパースター』                                 | ノミネート | [ 29 ]        |
| インディアン・フィルム・フェスティバル・メルボルン |                       |                                                                  |            |               |
| 2017年                                             | 助演女優賞            | 『シークレット・スーパースター』                                 | ノミネート |               |
| FOIオンライン・アワード                            |                       |                                                                  |            |               |
| 2017年                                             | 新人女優賞            | 『ダンガル きっと、つよくなる』                                  | ノミネート | [ 30 ]        |
| 2017年                                             | 主演女優賞            | 『シークレット・スーパースター』                                 | ノミネート | [ 31 ]        |
| 2019年                                             | 助演女優賞            | 『The Sky Is Pink』                                              | ノミネート | [ 32 ]        |
| ニュース18ムービー・アワード                       |                       |                                                                  |            |               |
| 2017年                                             | 助演女優賞            | 『ダンガル きっと、つよくなる』                                  | 受賞       | [ 33 ]        |
| 2017年                                             | 主演女優賞            | 『シークレット・スーパースター』                                 | ノミネート | [ 34 ]        |